# Zunheboto
Zunheboto là một thị xã và là nơi đặt ủy ban khu vực thị xã (town area committee) của quận Zunheboto thuộc bang Nagaland, Ấn Độ.

## Địa lý
Zunheboto có vị trí 25°58′B 94°31′Đ / 25,97°B 94,52°Đ Nó có độ cao trung bình là 1252 mét (4107 feet).

## Nhân khẩu
Theo điều tra dân số năm 2001 của Ấn Độ, Zunheboto có dân số 22.809 người. Phái nam chiếm 55% tổng số dân và phái nữ chiếm 45%. Zunheboto có tỷ lệ 80% biết đọc biết viết, cao hơn tỷ lệ trung bình toàn quốc là 59,5%: tỷ lệ cho phái nam là 81%, và tỷ lệ cho phái nữ là 77%. Tại Zunheboto, 14% dân số nhỏ hơn 6 tuổi.